# Auxiliatrices de la charité
Les Sœurs auxiliatrices de la charité sont une congrégation religieuse féminine de droit pontifical vouée à l'évangélisation du monde ouvrier. 

## Historique
Après avoir fondé les fils de la charité en 1918, Jean-Émile Anizan décide de créer la branche féminine de l'institut. Avec l'aide de Thérèse Joly, il fonde les auxiliatrices de la charité le 15 octobre 1926 à Montgeron dans le but d'aider le clergé dans les paroisses des quartiers populaires. L'institut reçoit l'approbation de l'évêque de Versailles le 2 février 1932 ; il est reconnu de droit pontifical le 29 mai 1951.
En 1936, l'institut fait construire un couvent à Yerres : c'est l'architecte Paul Rouvière qui s'en trouve le maître d'œuvre ; le domaine est cédé en 2019.
Dans les années 1960, sa maison mère se trouve 11 rue Erlanger (16e arrondissement de Paris).
En 1961, la paroisse de Pantin-Bobigny obtient un appartement pour loger quatre sœurs, c'est la première communauté qui vit en HLM. La même année, les sœurs ouvrent une maison à Cotonou dans la République du Dahomey (l'actuel Bénin). En 1979, c'est la création de la communauté de Setúbal au Portugal. Elles s'installent ensuite au Brésil en 1983 pour répondre à la demande de la pastorale ouvrière de São Paulo. Cette maison ferme en 1998 et les sœurs se rendent à El Progreso dans le Honduras. La même année, elle essaiment à Aveiro au Portugal, une autre maison est ouverte dans ce pays en 2013 à Palmela.

## Fusion
- 1968 : Pieuse union Schola Christi[6].

## Activité et diffusion
Les sœurs se consacrent à l’évangélisation du monde ouvrier.
Elles sont présentes au Bénin, en France, au Honduras et au Portugal.
La maison-mère est à Villejuif.
En 2017, la congrégation comptait environ 46 religieuses et 8 communautés.